# SV Edenkoben
Der SV Edenkoben ist ein deutscher Sportverein aus Edenkoben.

## Geschichte
Gegründet wurde der SV Edenkoben im Jahr 1908 unter dem Namen FC Germania 08. Unter der Führung des millionenschweren Entsorgungsunternehmers Hans Frühbis, der auch gleichzeitig als Hauptsponsor fungierte, erlebte der SV Edenkoben seine Blütezeit und klopfte sogar ans Tor der 2. Bundesliga (1988/89 scheiterte Edenkoben in den Aufstiegsspielen zur zweiten Liga). Im Team waren damals einige ehemalige Profis.
Anschließende Erfolge waren u. a. die zweimalige Qualifikation für die 1. DFB-Pokal-Hauptrunde (1990, 1995). 1990 erreichte man nach einem 1:0 gegen Saar 05 Saarbrücken sogar die 2. Runde, in der man sich dem MSV Duisburg erst nach Verlängerung geschlagen geben musste. Nach dem Aufstieg von der Oberliga Südwest in die neu gegründete drittklassige Regionalliga West/Südwest in der Saison 1993/94 folgte schon ein Jahr später die Ernüchterung. Nach nur einem Jahr stieg man als Tabellensiebzehnter (34 Spiele, 4 Siege, 10 Unentschieden, 20 Niederlagen, 32:67 (−35) Tore und 18-50 Punkten) ab und fiel im darauffolgenden Jahr mit Platz 15 (34 Spiele, 9 Siege, 9 unentschieden, 16 Niederlagen, 40:72 (−32) Toren und 36 Punkten) auch durch die Oberliga zurück in die Verbandsliga.
Im Jahre 2004 erfolgte die Umbenennung in Spvgg. Edenkoben 1920 e. V. In der Saison 2005/06 schaffte die Spvgg. Edenkoben den Aufstieg in die Bezirksklasse Mitte. Nachdem dem Verein im Jahr 2007 der Aufstieg in die Bezirksliga Vorderpfalz gelungen war, spielte er bis 2011 wieder in der Bezirksklasse Mitte, ehe in der Saison 2010/11 der erneute Aufstieg in die Bezirksliga gelang. Heute spielt der Verein in der elftklassigen C-Klasse Rhein-Mittelhaardt (Stand: 2024/25), nachdem der Verein 2020 beschlossen hatte, sich aus finanziellen Gründen aus der A-Klasse zurückzuziehen.

## Stadion
Als Stadion des SV Edenkoben fungiert das Weinstraßenstadion, benannt nach der Deutschen Weinstraße. Es befindet sich auf dem Gemeindegebiet von Maikammer unmittelbar an der Grenze zu Edenkoben im Schulkomplex der beiden Gemeinden.

## Sportliche Erfolge
- Saison 1985/86: Meister der Verbandsliga
- Saison 1987/88: Aufstieg in die Oberliga Südwest
- Saison 1988/89: Meister der Oberliga Südwest und Teilnahme an den Aufstiegsspielen zur 2. Bundesliga.
- Saison 1993/94: Aufstieg in die Regionalliga West/Südwest und Teilnahme an der Deutschen Amateurmeisterschaft.

## Bekannte Spieler
- Uwe Wolf (1. FC Nürnberg, TSV 1860 München)
- Peter Auer (TuS Koblenz)
- Werner Heck (u. a. 1. FC Nürnberg)
- Jörn Kaminke (u. a. 1. FC Kaiserslautern)
- Joschi Groh (1. FC Kaiserslautern, Hamburger SV)
- Gregor Quasten (u. a. Borussia Mönchengladbach)
- Hannes Riedl (u. a. 1. FC Kaiserslautern)
- Ulf Quaisser (SV Waldhof Mannheim)
- Thomas Klein (1. FC Nürnberg)
- Uwe Hartenberger (Bayer 05 Uerdingen)
- Alan Stulin (1. FC Kaiserslautern, GKS Bełchatów)
- Andreas Gaebler (1. FC Kaiserslautern, Darmstadt 98)
- Sandro Rösner (Wormatia Worms)
- Heiko Vogel (später als Trainer u. a. beim FC Basel)

## Bekannte Trainer
- Hans-Günter Neues (198?–1989)
- Johannes Riedl (1989–1990)
- Fritz Fuchs (1990–1991)
- Hans-Peter Briegel (1992–1994)